# Славгород (Беларус)
Славгород (на беларуски: Слаўгарад; на руски: Славгород) е град в Беларус, административен център на Славгородски район, Могильовска област. Населението на града е 7826 души (по приблизителна оценка от 1 януари 2018 г.).

## История
За пръв път селището е споменато през 1136 година.